# Amt Rorup
Das Amt Rorup war ein Amt im alten Kreis Coesfeld in Nordrhein-Westfalen. Im Rahmen der nordrhein-westfälischen Gebietsreform wurde das Amt zum 1. Januar 1975 aufgelöst.

## Geschichte
Im Rahmen der Einführung der Landgemeindeordnung für die Provinz Westfalen wurde 1843 im Kreis Coesfeld die Bürgermeisterei Rorup in das Amt Rorup überführt. Dem Amt gehörten zunächst die drei Gemeinden Darup, Limbergen  und Rorup an.
Im gleichen Jahr wurde auch das benachbarte Amt Lette eingerichtet, dem nur die Gemeinde Lette angehörte. Bis 1851 wurde das Amt Lette wieder aufgehoben und die Gemeinde Lette in das Amt Rorup eingegliedert.
Am 1. Juli 1969 wurden durch das Gesetz zur Neugliederung von Gemeinden des Landkreises Coesfeld ein Teil der Gemeinde Limbergen in die Gemeinde Buldern umgegliedert.
Das Amt Rorup wurde zum 1. Januar 1975 durch das Münster/Hamm-Gesetz aufgelöst. Sein Gebiet gehört seitdem zum neuen Kreis Coesfeld:
- Der größte Teil von Darup kam zur Gemeinde Nottuln, kleinere Teile zu den Städten Dülmen und Coesfeld.
- Lette wurde Teil der Stadt Coesfeld.
- Limbergen wurde auf Dülmen und Nottuln aufgeteilt.
- Rorup wurde Teil von Dülmen.

## Einwohnerentwicklung
| Jahr | Einwohner | Quelle |
| ---- | --------- | ------ |
| 1858 | 3898      | [ 4 ]  |
| 1871 | 3869      | [ 5 ]  |
| 1885 | 3831      | [ 6 ]  |
| 1910 | 4064      | [ 7 ]  |
| 1939 | 4662      | [ 8 ]  |
| 1950 | 6293      | [ 9 ]  |